# عنقص هدنبورغي
عنقص هدنبورغي (الاسم العلمي: Empusa hedenborgii) هو نوع من الحشرات يتبع جنس العنقص من الفصيلة العنقصية. تم وصف هذا النوع من الحشرات علمياً لأول مرة من قبل کارل استال (بالإنجليزية: Carl Stål)‏ سنة 1871.